# Bernardino Gálvez Bellido
Bernardino Gálvez Bellido (katalanisch: Bernardí Gálvez i Bellido, * 1891 in Andújar; † 30. September 1943 in Madrid) war ein spanischer Violoncellist und Musikpädagoge.

## Leben und Werk
Bernardino Gálvez studierte zunächst bei seinem Vater, dem Violinisten Rafael Gálvez Rubio (1860–1910). Er setzte seine Studien bei Josep Soler am Städtischen Konservatorium von Barcelona fort und schloss sein Studium 1907 ab.
Er wirkte als Cellist im Orquestra Simfònica de Barcelona und von Beginn, also seit 1920, im Pau Casals Orchester. Zudem trat er solistisch bei Konzerten auf. 1936 gründete er das Quartet Clàssic Gálvez. Er wirkte am Conservatori del Liceu als Cellolehrer. Ricard Lamote de Grignon war einer seiner Schüler. 1928 gründete er die Escola Orquestral Gálvez, eine private Musikschule, die jungen Instrumentalisten den Zugang in die Welt der Orchester erleichtern sollte.
Er komponierte folgende drei Sardanas: Jugant („Spielen“), El pati blau („Der blaue Innenhof“) und Pedralbes (Stadtteil von Barcelona).
Bernardino Gálvez war der Bruder des Violinisten, Pianisten und Professor am Conservatori Municipal de Barcelona Rafael Gálvez Bellido (1895–1951).